# Julia Wiedemann
Julia Wiedemann (* 3. März 1996 in Troisdorf) ist eine deutsche Schauspielerin.

## Leben
Julia Wiedemann erlernte klassischen Tanz und Modern Dance und war als Jugendliche im Tanzverein. 2016 begann sie eine Ausbildung an der Arturo Schauspielschule in Köln, die sie Ende 2019 abschloss. Während ihrer Ausbildung stand sie dort unter anderem als Antigone unter der Regie von Doris Plenert auf der Bühne, außerdem als Célimène in Molieres Der Menschenfeind und als Mephisto in  Goethes Faust.
Im Fernsehen war sie in der SAT1-Serie Einstein in der Folge Extension in einer Episodenrolle als Ilka Gutmundsdottir zu sehen. Ab Anfang 2020 spielte sie in der RTL-Serie Alles was zählt an der Seite von Franziska van der Heide als ihre Filmschwester Ina die Rolle der Lucie Ziegler. Ihren vorerst letzten Auftritt in der Serie hatte sie in Folge 4103, in Folge 4353 kehrte sie Ende 2023 zurück.
Wiedemann ist Mitglied im Bundesverband Schauspiel (BFFS) und ist außerdem Fußballspielerin in der Damenmannschaft des FC Hertha Rheidt. Zuvor spielte sie in der Damenmannschaft des 1. FC Spich.

## Filmografie (Auswahl)
- 2019: Einstein – Extension (Fernsehserie)
- seit 2020: Alles was zählt (Fernsehserie)
- 2020: Unter Freunden stirbt man nicht (RTL+) kurze Episode
- 2020: Merz gegen Merz – Auf eigenen Füßen (Fernsehserie)
- 2021: Bettys Diagnose – Beziehung mit Hindernissen (Fernsehserie)
- 2022: Erinnerungen im Nachtwind (Kurzfilm)[11]
- 2023: Rentnercops – FC Flönz (Fernsehserie)

## Auszeichnungen und Nominierungen
- 2024: Nominierung für den New Faces Award in der Kategorie Disruptive Mind[12][13]